# فولكس فاجن سي سي
إحدى اقوي موديلات شركة فولكس واجن التي انتجاتها في الالفية الجديدة وتصل سرعنه القصوي 220 كم/س في السيارات المنوال والي 219 كم/س في الاوتوماتيك وتمتل محرك سعة 1800 سي سي وهيه قادر علي الوصل الي 100كم/س في 8.6 ثانية في المونيوال و8.5 في الموديل الاوتوماتيك وقد تم إنتاج أول موديل منها في عام 2008 وهيه حاليا تناج في خمس طرزات
هم 1- 1.8 TSI 160PS.
```
 2- BlueMotion Technology 2.0 TDI 140PS.
 3- 2.0 TSI 210PS.
 4- BlueMotion Technology 2.0 TDI 170PS CR.
 5- 3.6 V6 300PS.
```